# يوسف عفيفي
يوسف عفيفي هو قائد الفرقة 19 مشاة من أبرز قادة حرب أكتوبر 1973م. محافظة البحر الأحمر والجيزة.

## سيرته الشخصية
الفريق أ. ح. يوسف عفيفي محمد (2 يونيو 1927 م) هو ضابط مصري، من الضباط الأحرار، شغل منصب رئاسة أركان الحرس الجمهوري، ومساعد وزير الدفاع ، قائد الفرقة 19 مشاة في حرب أكتوبر 1973م ثم محافظ البحر الأحمر عام 1981م. هو من مواليد يوم 2 يونيو عام 1927م، حصل على بكالوريوس العلوم العسكرية عام 1948م، حصل على بكالوريوس التجارة ( شعبة العلوم السياسية والاقتصاد ) من كلية التجارة جامعة القاهرة عام 1957م، حصل على دبلوم الأسلحة المشتركة من أكاديمية فرونزه العسكرية بموسكو عام 1961م، حصل على ماجستير العلوم العسكرية من كلية القادة والأركان عام 1961م، حصل على دورة الدراسات العليا العسكرية من أكاديمية ناصر العسكرية عام 1973م.

## حياته العسكرية
- عمل قائدا لفصيلة مشاه عام 1948 - 1950 بفلسطين ثم الخرطوم بالسودان
- أنتدب عضوا بهيئة التدريس بمدرسة المشاة في عام 1951 - 1952
- ندب بإدارة المخابرات العامة عام 1953 - 1954
- عمل مدرسا بالكلية الحربية وكلية الأركان عام 1956 1961
- عين رئيسا لأركان اللواء العاشر المشاة باليمن واشترك في تدعيم ثورة اليمن عام 1962
- انتدب مساعدا لرئيس مكتب المشتريات العسكرية في بون بألمانيا عام 1964 - 1965
- انتدب رئيسا لأركان الحرس الجمهورى عام 1965
- عين قائدا للكتيبة 12 مشاه ورئيس أركان اللواء الرابع مشاه 1966 - 1968
- أحيل إلى المعاش عام 1968 .. وأعيد للخدمة في ثورة التصحيح عام 1971
- عين مديرا لتدريب الجيش الثاني الميداني 1971
- عين قائدا للفرقة 19 مشاه وشارك بها في حرب أكتوبر المجيدة من يناير 1972 وحتى فبراير 1974
- عين نائبا لرئيس هيئة عمليات القوات المسلحة عام 1974
- عين ملحقا عسكريا بموسكو عام 1975 - 1978
- عين قائدا للجيش الثالث الميداني عام 1978 - 1979
- عين مساعدا لوزير الدفاع ورئيسا لهيئة البحوث العسكرية عام 1980
- عين محافظا لمحافظة البحر الأحمر من يناير 1981 حتى مايو 1991[3]
- عين محافظا لمحافظة الجيزة من مايو 1991 حتى مايو 1993
- من الضباط الأحرار واشترك في ثورة 23 يوليو 1952
- كان عضوا في البعثة العسكرية التدريبية المصرية في اليمن عامى 1954 - 1955
- كان عضوا في البعثة العسكرية المصرية في سوريا عام 1957 - 1959
- اشترك في جميع الحروب العربية الإسرائيلية أعوام 1948 - 1956 - 1967 - 1973

شهد مع بداية تعيينه محافظا للبحر الأحمر عام 1981 مرحلة جديدة من الإنجازات:
حيث كان له الفضل الأول في تحويل منطقة البحر الأحمر النائية والطاردة للسكان إلي واحدة من أهم وأشهر المنتجعات السياحية في مصر، ووضعها علي خارطة السياحة العالمية،
وبعد أكثر من عشر سنوات شهدت خلالها ملحمة رائعة من التنمية كرمته القيادة السياسية بتوليه محافظة الجيزة. التي استمر بها حتي أنهي رحلة العمل المدني، مسجلا إنجازات لا تزال تحمل اسمه، إضافة لإطلاق اسمه علي أهم شارع في مدينة الغردقة التي تحمل بصمات التنمية التي صنعها.

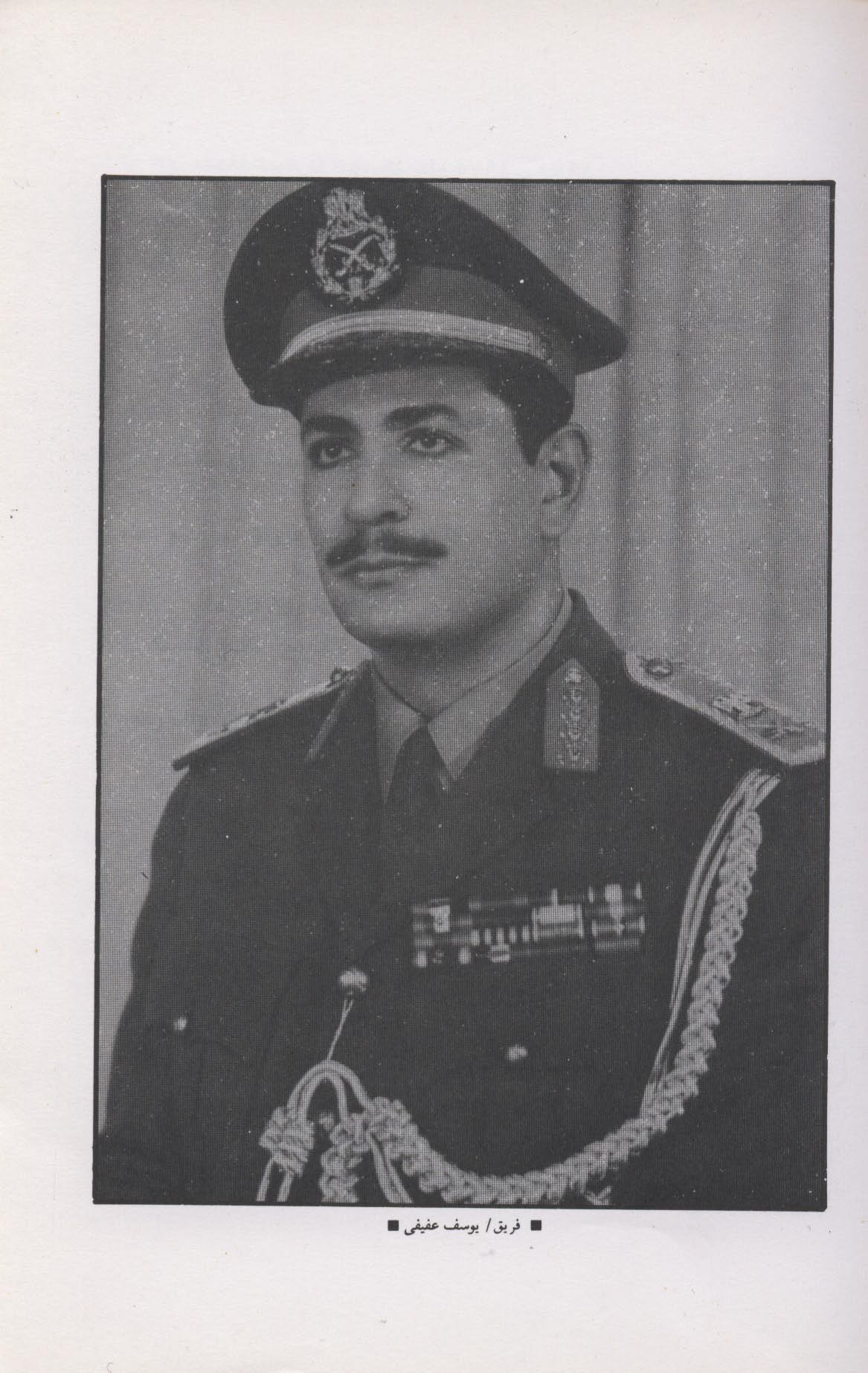
الفريق يوسف عفيفى
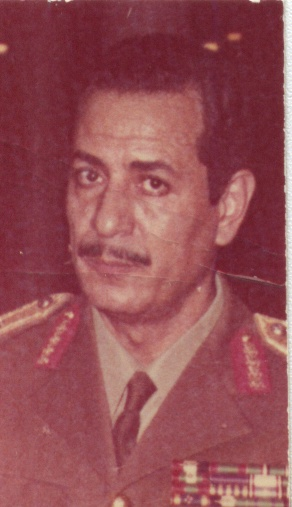

## الأوسمة والأنواط والميداليات
- نوط الجدارة الذهبي عام 1949
- وسام الكوكب الأردنى عام 1955
- وسام الشرف والإخلاص السوري عام 1959
- نوط الثورة الرومانى عام 1965
- وسام العبور عام 1973
- وسام نجمة الشرف عام 1974
- نوط التدريب عام 1980
- نوط الخدمة الممتازة عام 1980
- نوط الخدمة الطويلة والقدوة الحسنة عام 1980
- وسام الاستحقاق عام 1982
- ميدالية مقاتلى حرب أكتوبر عام 1998